# Barbara Schinko

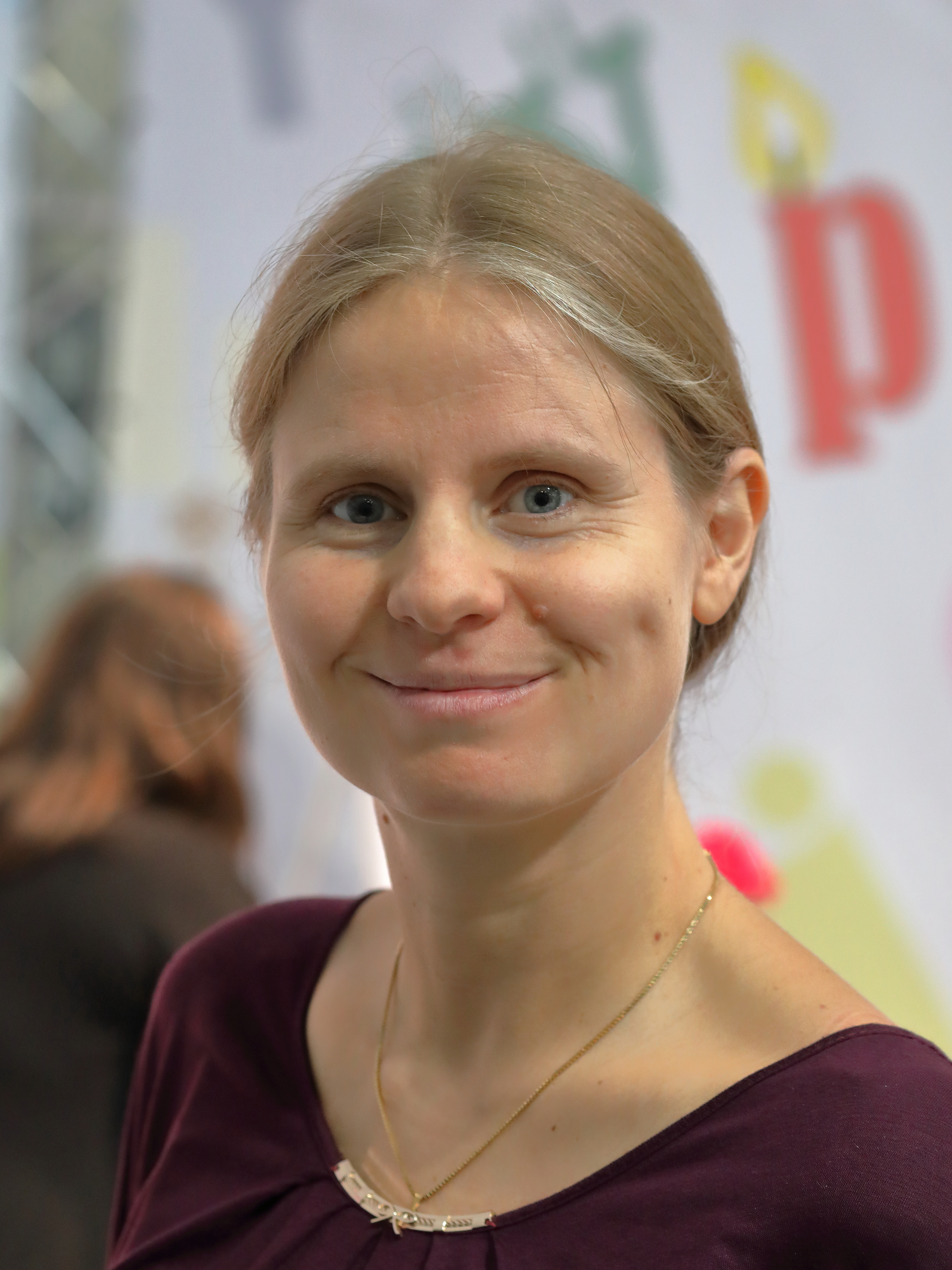
Barbara Schinko (2019)

Barbara Schinko (* 1980 in Linz) ist eine österreichische Schriftstellerin.

## Leben
Nach ihrem Studium der Internationalen Wirtschaftsbeziehungen war sie im Controlling- und Finanzbereich tätig. Ihr schriftstellerisches Werk umfasst sowohl Liebesromane für jugendliche Leser (Kirschkernküsse, Kolibriküsse, Cowboyküsse, Vermissmeinnicht, Das Lied des Leuchtturms) als auch Kinder- und Jugendbücher, die sich auf poetische und fantasievolle Weise mit ernsten Alltagsthemen sowie mit Märchen-, Balladen- und Sagenstoffen befassen (Schneeflockensommer, Ein Mantel so rot, Die Feengabe, Das Sagenbuch zum Stephansdom). Sie lebt mit ihrer Familie in Linz.

## Auszeichnungen
- 2004 erreichte sie den 2. Platz im Uslarer Literaturpreis in der Sparte Moderne Märchen in der Gruppe 16 – 25 Jahre[1]
- 2014 gelangte ihr Roman „Kirschkernküsse“ auf die Shortlist des LovelyBooks Leserpreises.
- 2016: Österreichischer Kinder- und Jugendbuchpreis 2016 sowie Kinder- und Jugendbuchpreis der Stadt Wien mit „Schneeflockensommer“[2]
- 2018 gewann ihr Buchprojekt „Das Sagenbuch zum Stephansdom“ den European Science Fiction Society Award

## Veröffentlichungen
- Das Meer so tief. Selbstverlag, 2021 (E-Book).
- Sternchen, mein Fohlen. G&G Verlag, Wien 2021, ISBN 978-3-7074-2353-2 (Hardcover).
- Diebe im Pferdestall. G&G Verlag, Wien 2020, ISBN 978-3-7074-2366-2 (Hardcover).
- Alleycat. Sehnsucht & Verrat. Oetinger Taschenbuch Verlag, Hamburg 2020, ISBN 978-3-8415-0633-7 (Taschenbuch und E-Book).
- Alleycat. Liebe & Rache. Oetinger Taschenbuch Verlag, Hamburg 2019, ISBN 978-3-8415-0598-9 (Taschenbuch und E-Book).
- Eine Insel nur für Patti-Lee. epubli, Berlin 2021, ISBN 978-3-7531-6441-0 (Taschenbuch).
- Liebe, rückwärts. Selbstverlag, 2020 (E-Book).
- Eine Locke vom Haar der Königin-unter-dem-Hügel. Machandel Verlag, Haselünne 2019, ISBN 978-3-95959-163-8 (Taschenbuch und E-Book).
- Jahrmarkt der Geister. G&G Verlag, Wien 2019, ISBN 978-3-7074-2284-9 (Hardcover).
- Zimteis mit Honig. Picus Verlag, Wien 2019, ISBN 978-3-7117-4012-0 (Hardcover).
- Linz. Stadtführer für Kinder. Picus Verlag, Wien 2019, ISBN 978-3-7117-4006-9 (Taschenbuch).
- Das Lied des Leuchtturms. Machandel Verlag, Haselünne 2018, ISBN 978-3-95959-124-9 (Taschenbuch und E-Book).
- Das Sagenbuch zum Stephansdom. Tyrolia Verlag, Innsbruck-Wien 2017, ISBN 978-3-7022-3644-1 (Hardcover).
- Cowboyküsse. Carlsen Impress, Hamburg 2017, ISBN 978-3-646-60298-2 (E-Book).
- Ein Mantel so rot. Tolino Media, 2017, ISBN 978-3-7393-8635-5 (E-Book).
- Ein Mantel so rot. Amazon KDP/CreateSpace, 2017, ISBN 978-1-5423-5652-7 (Taschenbuch und E-Book).
- Kolibriküsse. Carlsen Impress, Hamburg 2016, ISBN 978-3-646-60245-6 (E-Book).
- Schneeflockensommer. Tyrolia Verlag, Innsbruck-Wien 2015, ISBN 978-3-7022-3484-3 (Hardcover und E-Book).
- Die Feengabe. CreateSpace, 2017, ISBN 978-1-5423-7741-6 (Taschenbuch).
- Die Feengabe. Amazon KDP/Tolino Media, 2015, ISBN 978-3-7393-2122-6 (E-Book).
- Kirschkernküsse. Selbstverlag, 2020, ISBN 978-3-7521-1597-0 (E-Book).
- Rabenfeder. Weltenwanderer XII. Verlag Arcanum Fantasy, Dortmund 2010 (nicht mehr erhältlich, Heftroman).